# 李特英
李特英（韓語：이특영，1989年12月2日—）是一名出生於韓國全羅南道和順郡的女子射箭運動員。她曾代表国家参加2006年和2014年亚洲运动会，获得两枚金牌，均来自团体项目。

## 外部連結
- 李特英的Facebook專頁